# Eupoca haakei
Eupoca haakei là một loài bướm đêm trong họ Crambidae.